# Alain Fontanel
Pour les articles homonymes, voir Fontanel.
Alain Fontanel, né le 2 janvier 1969 au Mesnil-Saint-Denis, est un homme politique français.
Cadre du Parti socialiste puis de La République en marche (LREM), il est adjoint au maire de Strasbourg de 2008 à 2020, vice-président de l'Eurométropole de Strasbourg, président de la Compagnie des transports strasbourgeois de 2014 à 2020, et conseiller régional d'Alsace de 2010 à 2015.
Lors des élections municipales de 2020 à Strasbourg, il est tête de liste LREM au premier tour, puis tête de liste LREM-Les Républicains (LR) au second tour, lors duquel il arrive derrière la liste EÉLV de Jeanne Barseghian. Il est depuis conseiller municipal d'opposition.

## Éléments personnels
Né le 2 janvier 1969 au Mesnil-Saint-Denis (Yvelines), il passe sa jeunesse à Strasbourg.
Il est diplômé de l'Institut d'études politiques de Paris (promotion 1990), titulaire d'un DEA en économie et finance internationales, et ancien élève de l'École nationale d'administration (promotion République) : il devient conseiller référendaire à la Cour des comptes,,.
De 1995 à 2003, il réside au Viêt Nam « dans le cadre d’un programme français de transition de l’économie de ce pays à l’économie de marché ».
Il est l'époux de Marie Fontanel, inspectrice des affaires socialesancienne directrice régionale déléguée de l'Agence régionale de santé du Grand Est, Conseillère d'Emmanuel Macron au palais de l'Élysée de mai 2017 à janvier 2025 pour les questions de santé, de protection sociale, lutte contre les inégalités, dépendance et handicap, après avoir participé à sa campagne présidentielle et l'avoir côtoyé à l'ENA,,. En juillet 2020, elle est nommée ambassadrice, représentante permanente de la France au Conseil de l’Europe à Strasbourg. Le couple a trois enfants et réside dans le quartier strasbourgeois de Neudorf.

## Parcours politique

### Cadre du PS puis de LREM
Alain Fontanel adhère au Parti socialiste (PS) en 1986.

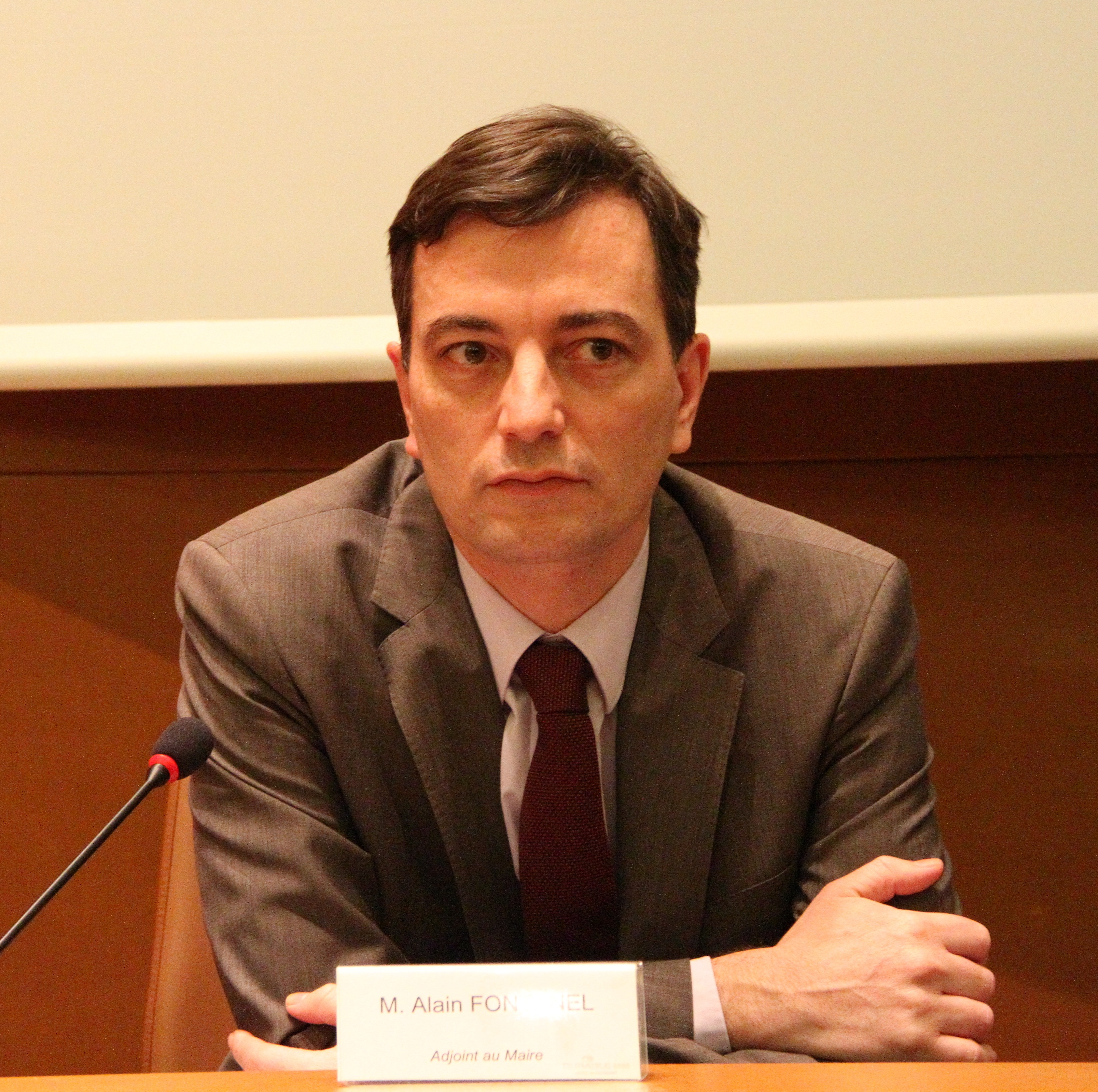
Alain Fontanel en 2013.

En 2008, il devient le secrétaire national du PS à l'animation des fédérations. De 2011 à 2012, il est directeur de la tutelle de la fédération héraultaise du parti : Midi libre indique que sa mission consiste à « remettre de l’ordre dans une fédération divisée et tiraillée par deux camps antagonistes et l’éviction définitive de Robert Navarro, ancien premier fédéral » qui « fait l’objet d’une plainte pour  « enrichissement personnel », du temps où il dirigeait la fédération ». Il s'agit alors d'une première au PS,. De 2012 à 2014, il exerce une mission similaire dans la fédération du Pas-de-Calais,. Le Figaro indique en 2013 qu'il « a remis de l'ordre dans les fédérations de l'Hérault et du Pas-de-Calais ».
Il est également conseiller politique d'Harlem Désir lorsque celui-ci est Premier secrétaire du PS.
Cinq jours avant le premier tour de l'élection présidentielle de 2017, il apporte son soutien à Emmanuel Macron. Peu avant le premier tour des élections législatives qui suivent, il quitte le PS et adhère au parti présidentiel, La République en marche (LREM).
En janvier 2018, après avoir soutenu Christophe Castaner à la fonction de délégué général de LREM, il intègre le bureau exécutif du parti en tant que délégué au « mieux-vivre »,.

### Adjoint au maire de Strasbourg et conseiller régional
Alain Fontanel rencontre Roland Ries, futur maire de Strasbourg, en 2007. Lors des élections municipales de 2008, il est élu en figurant « au fin fond de la liste » de ce dernier. Il est désigné 4e adjoint au maire, chargé des finances,. L'Express indique en 2009 qu'il « s'est imposé sur tous les fronts » et estime qu'il « commet un sans-faute », soulignant que « l'audit des finances municipales et communautaires qu'il a présenté au début du mandat a été jugé précis et honnête ».

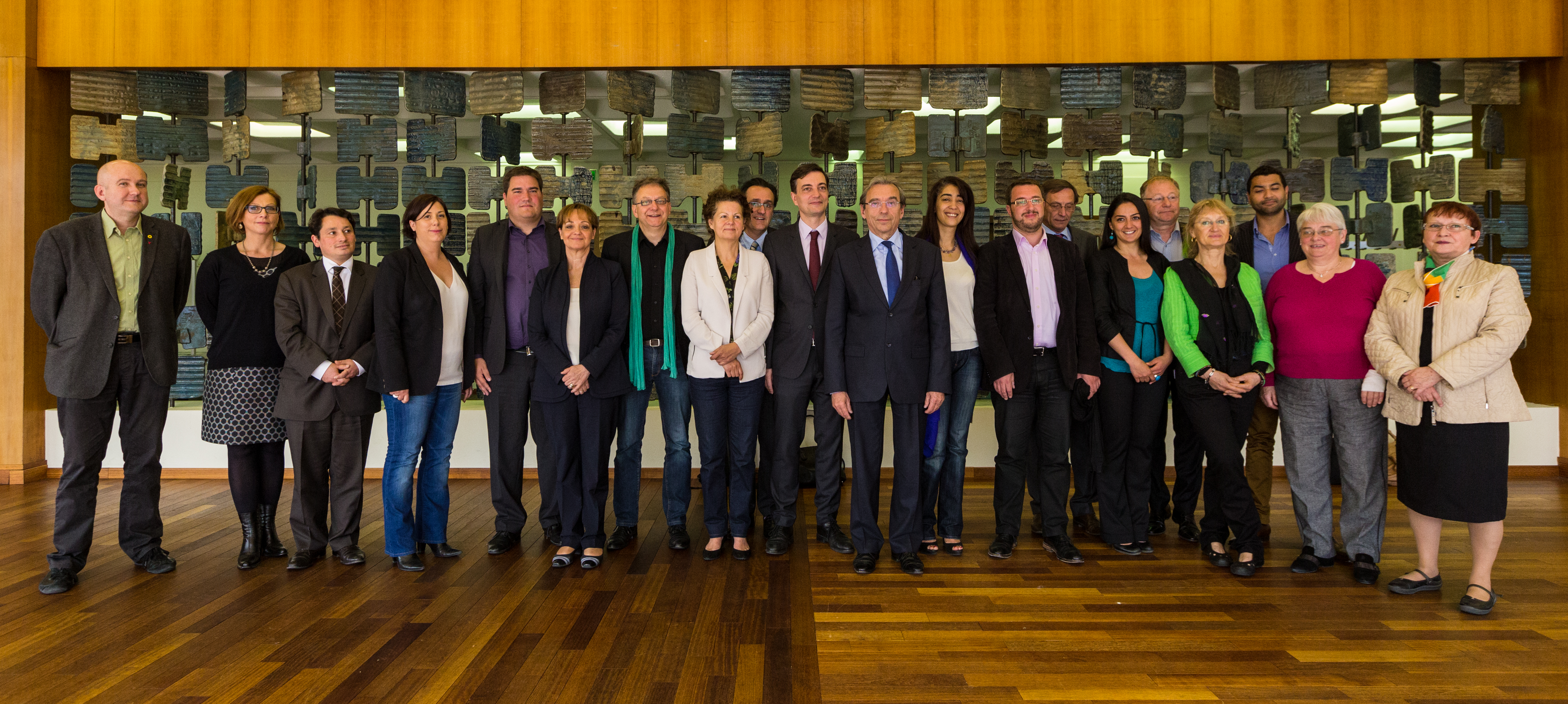
Alain Fontanel (10e à partir de la gauche) avec Roland Ries, maire de Strasbourg, et les autres adjoints de la commune, en 2014.

Pressenti comme tête de liste PS aux élections régionales de 2010, il laisse finalement la place à Jacques Bigot. De 2010 à 2015, il est conseiller régional d'Alsace. En 2014, il plaide pour la fusion de l'Alsace et de la Lorraine.
Au sein du conseil municipal de Strasbourg, il apparaît comme le rival de Robert Herrmann, 1er adjoint et conseiller général : en 2013, Le Figaro indique que Roland Ries « aurait fait volontiers [de lui] son successeur, s'il avait eu la certitude qu'il soit en mesure de l'emporter ». Réélu aux élections municipales de 2014, il devient 1er adjoint chargé de la culture et du patrimoine. Il est responsable du marché de Noël et se trouve sur place au moment de l'attentat de décembre 2018. Fervent supporter du Racing Club de Strasbourg Alsace, il s'implique personnellement pour convaincre Marc Keller de prendre la tête du club et le ramener en Ligue 1.
Il est également vice-président de l'Eurométropole de Strasbourg chargé du personnel et président de la Compagnie des transports strasbourgeois,,. En 2016, il défend l'augmentation de 2,24 % des prix des tickets de tramway devant le mécontentement d'une partie des habitants de la ville, et la justifie par une « offre renforcée aux usagers » avec la complémentarité des réseaux urbains.

### Élections municipales strasbourgeoises de 2025
En octobre 2019, il se déclare candidat tête de liste aux élections municipales de 2020 à Strasbourg, puis reçoit l'investiture de LREM. Outre des membres de LREM, sa liste comprend des membres du MoDem, du Mouvement radical et d'Agir : Dernières nouvelles d'Alsace évoque « des univers politiques différents, certes à dominante centriste ». Selon Alain Fontanel, la société civile représente 80 % de la liste ; elle comprend notamment Alain Beretz, ancien président de l’université de Strasbourg qui se retire à l'issue du premier tour en raison de la fusion avec la liste d'union de la droite dirigée par Jean-Philippe Vetter.
L'Humanité relève qu'« en bon macroniste, il dit vouloir dépasser le « clivage gauche-droite », et a confié les premiers rôles à d’anciens élus du PS et de la droite, loin du « renouvellement » politique vantée par ses équipes ». 20 minutes souligne que « le discours d’Alain Fontanel, jeune quinquagénaire, colle parfaitement à celui des élus passés en Macronie », et qu'il « s’inspire d’ailleurs volontiers de la communication du président de la République, en soignant son image sur les réseaux sociaux, notamment ».
Dans son programme, Alain Fontanel propose des opérations de végétalisation (avec notamment une plantation d'arbre par naissance chaque année, soit 4 000 par an) et la création de nouveaux parcs, la mise en place de déchèteries mobiles ou de composteurs collectifs, le développement des itinéraires cyclables, le ralentissement du rythme de construction de nouveaux logements en donnant « la priorité à la rénovation des logements et à la lutte contre les logements vacants », ainsi que la création de « la première université 100 % européenne »,. Concernant les transports en commun, Alain Fontanel se dit opposé à la gratuité, sauf en cas de pic de pollution, et propose des tarifs plus avantageux ainsi qu'un service « universel » des transports (24 heures sur 24 et 7 jours sur 7),.

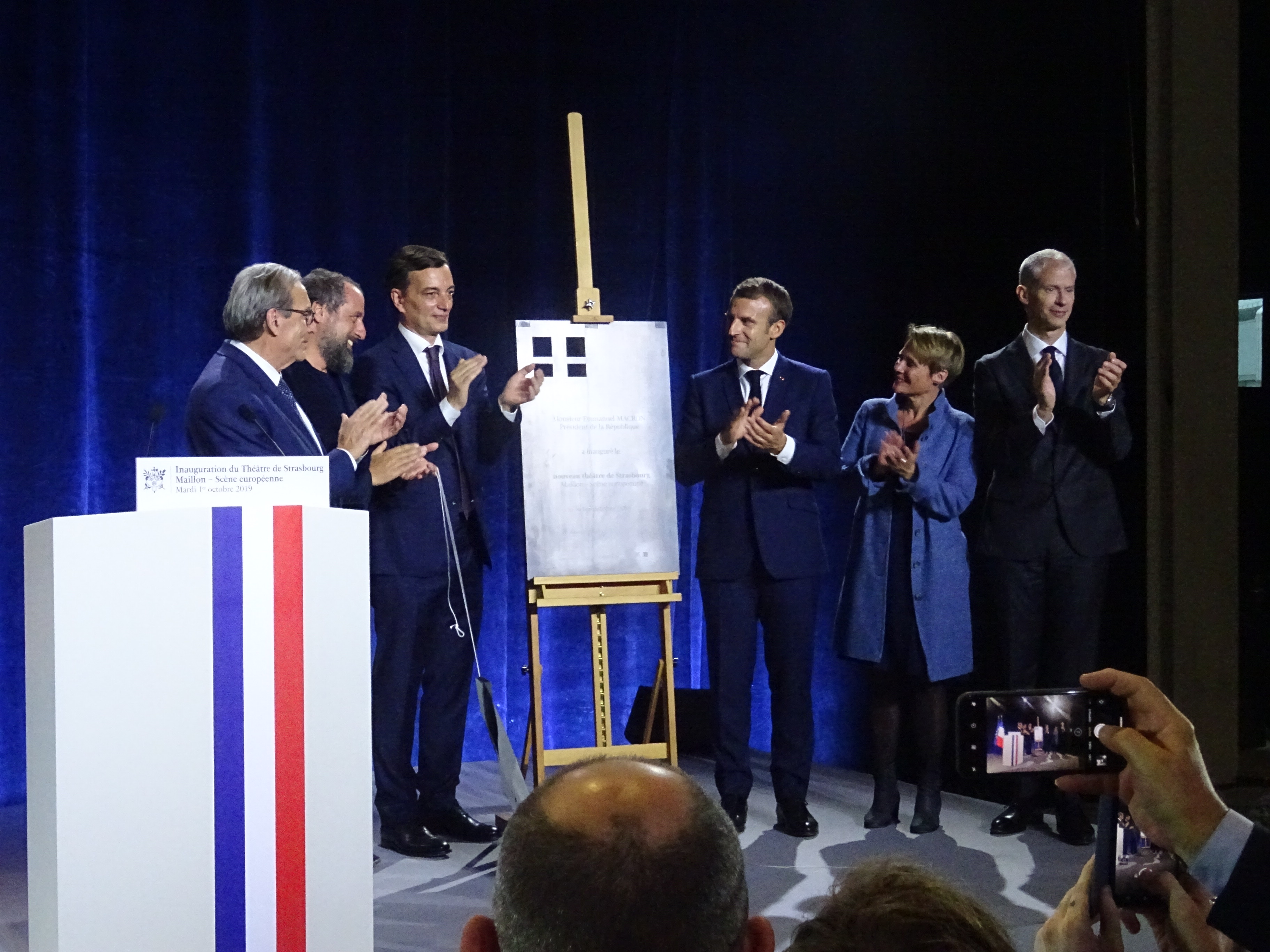
Alain Fontanel au côté d’Emmanuel Macron (octobre 2019).

La presse le présente en 2019 comme le « grand favori » du scrutin, et le « dauphin naturel » du maire sortant, Roland Ries, qui ne se représente pas. L'Humanité indique qu'il a lancé sa campagne « avec une belle longueur d’avance » dans les sondages, mais que celle-ci s'est ensuite rétrécie, alors que « l’électorat strasbourgeois a voté massivement pour Emmanuel Macron à la présidentielle (28 % des voix au premier tour, puis 81 % au second), avant de placer en tête la liste LREM de Nathalie Loiseau lors des européennes de 2019 (27 %, devant les 20 % de la liste EELV) ». Dès janvier 2020, il apparaît régulièrement en deuxième position dans les sondages. Il est mis en difficulté par le mouvement de contestation national de la réforme des retraites, qui pousse son équipe de campagne à se mettre à distance du contexte politique national,, ainsi que par les percées des listes EELV et PS.
Roland Ries et François Loos, ancien ministre et ancien député, lui apportent leur soutien,. Selon 20 minutes, la déclaration de Roland Ries, qui intervient en février 2020, constitue « une bouffée d’air frais » pour Alain Fontanel, alors qu'il est « malmené dans les sondages ».
Avec 19,9 % des suffrages exprimés, il arrive en deuxième position au premier tour du scrutin, loin derrière la liste EÉLV de Jeanne Barseghian (27,9 %) et très légèrement devant la socialiste Catherine Trautmann (19,8 %) et la liste d'union de la droite dirigée par Jean-Philippe Vetter (LR),. La liste d'Alain Fontanel réalise ses meilleurs scores dans des bastions habituels de la droite (l'Orangerie, la Robertsau, le Wacken, le Tivoli, le Contades et le secteur République), ce qui accrédite l’idée d’une alliance avec la liste de Jean-Philippe Vetter selon Rue89 Strasbourg.
Alain Fontanel et Jean-Philippe Vetter fusionnent in extremis leurs listes en vue du second tour, ce qui constitue « une surprise » ou « un véritable coup de théâtre » selon la presse, alors qu'ils avaient tous deux indiqué le jour même qu'il n'y aurait pas d'alliance entre eux,,. Rue89 rappelle les échanges houleux observés entre les deux hommes durant les derniers mois. Alain Fontanel indique avoir également tenté, en vain, une alliance avec Catherine Trautmann. La nouvelle liste LREM-LR apparaît arithmétiquement comme la favorite du second tour, les deux listes de gauche ayant quant à elle échoué à s'unir. En cas de victoire, Alain Fontanel s'engage à proposer la candidature de Jean-Philippe Vetter pour la présidence de l'Eurométropole de Strasbourg. Alors qu'Alain Fontanel compare son initiative à la coalition gauche-droite de l'Eurométropole que préside Robert Herrmann, ce dernier met en cause cette alliance et apporte son soutien à Catherine Trautmann. Dans le contexte de la pandémie de Covid-19, Alain Fontanel fait campagne avec la liste d'union du second tour sur « des allégements de charges pour les commerces, les TPE, les PME, comme un chèque de consommation pour soutenir les familles les plus modestes ou comme la pérennité du stationnement gratuit entre 12 h et 14 h pour aider les restaurants et cafés » ; et plaide pour « dédensifier, moins construire mais aussi davantage rénover l’habitat existant et garantir des espaces verts à proximité de chacun ».
La liste d'Alain Fontanel arrive en deuxième position au second tour avec 34,3 % des voix, derrière celle conduite par Jeanne Barseghian (42,5 %). Il siège dès lors dans l'opposition.

### Candidature aux élections législatives de 2022
Candidat aux élections législatives dans la 1re circonscription du Bas-Rhin pour le parti Renaissance (anciennement La République en marche), il est battu au second tour par Sandra Regol (candidate NUPES), obtenant 48,53 % des suffrages contre 51,47 % à son adversaire.

## Résultats électoraux

### Élections législatives
| Année | Parti | Parti | Circonscription | 1er tour | 1er tour | 1er tour | 2d tour | 2d tour | 2d tour |
| Année | Parti | Parti | Circonscription | Voix     | %        | Rang     | Voix    | %       | Issue   |
| ----- | ----- | ----- | --------------- | -------- | -------- | -------- | ------- | ------- | ------- |
| 2022  |       | RE    | 1re du Bas-Rhin | 9 085    | 28,88    | 2e       | 14 682  | 48,53   | Battu   |

### Élections municipales
| Année | Parti | Parti | Commune    | Position      | Premier tour | Premier tour | Premier tour | Second tour | Second tour | Second tour | Sièges (CM) |
| Année | Parti | Parti | Commune    | Position      | Voix         | %            | Rang         | Voix        | %           | Rang        | Sièges (CM) |
| ----- | ----- | ----- | ---------- | ------------- | ------------ | ------------ | ------------ | ----------- | ----------- | ----------- | ----------- |
| 2020  |       | LREM  | Strasbourg | Tête de liste | 9 642        | 19,86        | 2e           | 18 099      | 34,95       | 2e          | 11 / 69     |

## Publication
- Alain Fontanel, « Les fonctionnaires au Viêt Nam : une classe sociale en transition », Raisons politiques, vol. 3, no 3,‎ 2001, p. 55-65 (lire en ligne, consulté le 16 mai 2020). Via Cairn.info.